# Assemblea Nacional Popular de Guinea Bissau

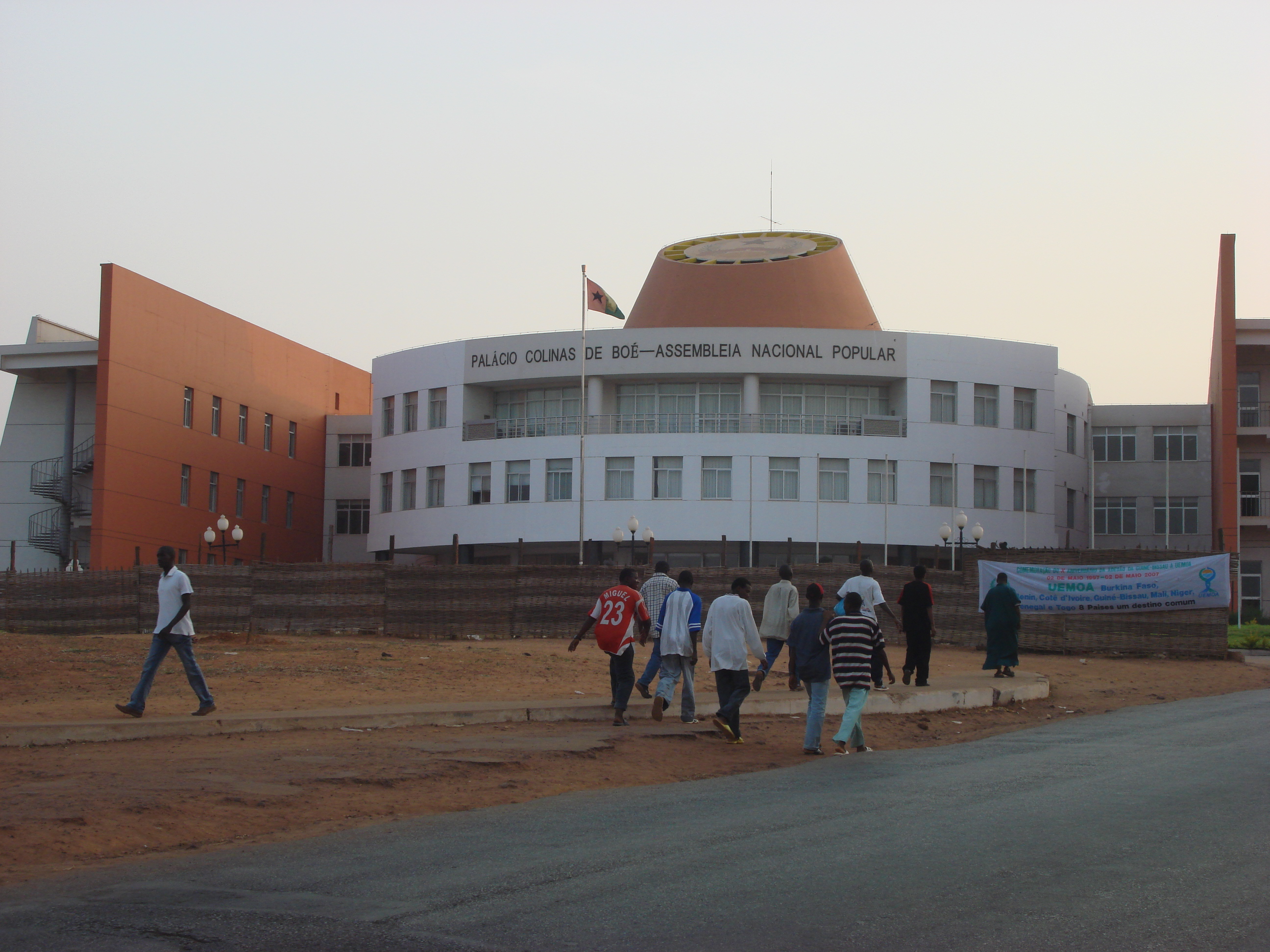
Assemblea nacional del Poble

L'Assemblea Nacional Popular de Guinea Bissau (portuguès: Assembleia Nacional Popular) és el cos legislatiu unicameral de Guinea Bissau
L'actual Assemblea Nacional Popular, format després de les eleccions celebrades el 13 d'abril de 2014, té un total de 102 escons. 100 membres són elegits mitjançant un sistema de representació proporcional amb llista de partit. Els dos escons restants es reserven per als ciutadans de Guinea Bissau que viuen a l'estranger. Els membres serveixen termes de cinc anys.

## Composició actual
Aquesta és la distribució per partits polítics en l'actual Assemblea Popular Nacional:
| Partit | Vots    | %     | Escons | +/– |
| --- | ------- | ----- | ------ | --- |
| PAIGC | 281.08  | 47,98 | 57     | –10 |
| Partit de Renovació Social                                                                                 | 180.432 | 30,76 | 41     | +13 |
| Partit de la Nova Democràcia                                                                               | 28.581  | 4,87  | 1      | 0   |
| Partit de Convergència Democràtica                                                                         | 19.757  | 3,37  | 2      | +1  |
| Partit Republicà per la Independència i el Desenvolupament                                                 | 17.919  | 3,06  | 0      | –3  |
| Unió pel Canvi                                                                                             | 10.803  | 1,84  | 1      | +1  |
| Unió Patriòtica Guineana                                                                                   | 10.919  | 1,86  | 0      | 0   |
| Resistència de Guinea Bissau-Moviment Bafatá                                                               | 9.502   | 1,62  | 0      | Nou |
| Partit de la Reconciliació Nacional                                                                        | 7.903   | 1,35  | 0      | 0   |
| Partit del Manifest del Poble                                                                              | 4.101   | 0,70  | 0      | Nou |
| Partit Unit Social Democràtic                                                                              | 4.048   | 0,69  | 0      | 0   |
| Partit dels Treballadors                                                                                   | 3.659   | 0,62  | 0      | 0   |
| Partit Socialista                                                                                          | 3.480   | 0,59  | 0      | 0   |
| Partit Social Democràtic                                                                                   | 2.302   | 0,39  | 0      | 0   |
| Front Democràtic Social                                                                                    | 1.710   | 0,29  | 0      | 0   |
| Vots nuls/blancs                                                                                           | 100.352 | –     | –      | –   |
| Total | 686,876 | 100   | 102    | +2  |
| Vots registrats/participació                                                                               | 775.508 | 88,57 | –      | –   |
| Font: CNE Arxivat 2014-04-24 a Wayback Machine. (escons), CNE Arxivat 2014-04-24 a Wayback Machine. (vots) |         |       |        |     |

Cipriano Cassamá és el president de l'assemblea.

## Eleccions legislatives de 2008
| Partits | Vots    | %      | Escons |
| --- | ------- | ------ | ------ |
| Partit Africà per la Independència de Guinea i Cap Verd (Partido Africano da Independência de Guiné e Cabo Verde, PAIGC)    | 227,036 | 49.75  | 67     |
| Partit de Renovació Social (Partido da Renovaçao Social, PRS)                                                               | 115,409 | 25.29  | 28     |
| Partit Republicà per la Independència i el Desenvolupament (Partido Republicano para Independência e Desenvolvimento, PRID) | 34,305  | 7.52   | 3      |
| Partit de la Nova Democràcia (Partido da Nova Democracia, PND)                                                              | 10,721  | 2.35   | 1      |
| Partit dels Treballadors (Partido dos Trabalhadores, PT)                                                                    | 10,503  | 2.30   | —      |
| Partit Unit Social Democràtic (Partido Unido Social Democrático, PUSD)                                                      | 7,695   | 1.69   | —      |
| Partit pel Desenvolupament, Democràcia i Ciutadania (Partido para Democracia, Desenvolvimento e Cidadania, PADEC)           | 7,073   | 1.55   | —      |
| Aliança Democràtica (Aliança Democrático, AD)                                                                               | 6,321   | 1.39   | 1      |
| Partit Social Demòcrata (Partido Social Democrata, PSD)                                                                     | 6,315   | 1.38   | —      |
| Aliança de Forces Patriòtiques (Aliança de Forças Patrióticas, AFP)                                                         | 5,867   | 1.29   | —      |
| Centre Democràtic (Centro Democrático, CD)                                                                                  | 5,475   | 1.20   | —      |
| Partit Popular Democràtic (Partido Popular Democrático, PPD)                                                                | 5,308   | 1.16   | —      |
| Partit de Progrés (Partido de Progresso, PP)                                                                                | 3,095   | 0.68   | —      |
| Partit Democràtic Guineà (Partido Democrático Guineense, PDG)                                                               | 3,065   | 0.67   | —      |
| Unió Patriòtica Guineana (União Patriótica Guineense, UPG)                                                                  | 2,807   | 0.62   | —      |
| Partit Democràtic Social (Partido Democrático Social, PDS)                                                                  | 1,697   | 0.37   | —      |
| Unió Nacional per la Democràcia i el Progrés (União Nacional para Democracia e Progresso, UNDP)                             | 1,328   | 0.29   | —      |
| Partit de la Reconciliació Nacional (Partido da Reconciliação Nacional, PRN)                                                | 782     | 0.17   | —      |
| Partit Socialista – Guinea Bissau (Partido Socialista – Guiné Bissau, PS–GB)                                                | 639     | 0.14   | —      |
| Moviment Democràtic Guineà (Movimento Democrático Guineense, MDG)                                                           | 638     | 0.14   | —      |
| Lliga Guineana per la Protecció Ecològica (Liga Guineense para Protecção Ecológica, LIPE)                                   | 233     | 0.05   | —      |
| Total (participació 82%) | 456,312 | 100.00 | 100    |
| Font: rulers.org, AMBP |         |        |        |